# Comuna de Nowe Miasto nad Pilicą
Nowe Miasto nad Pilicą (polaco: Gmina Nowe Miasto nad Pilicą) é uma gminy (comuna) na Polónia, na voivodia de Mazóvia e no condado de Grójecki. A sede do condado é a cidade de Nowe Miasto nad Pilicą.
De acordo com os censos de 2004, a comuna tem 8381 habitantes, com uma densidade 52,9 hab/km².

## Área
Estende-se por uma área de 158,47 km², incluindo:
- área agricola: 65%
- área florestal: 22%

## Demografia
Dados de 30 de Junho 2004:
|                      | Total   | Total | Mulheres | Mulheres | Homens  | Homens |
| -------------------- | ------- | ----- | -------- | -------- | ------- | ------ |
|                      | pessoas | %     | pessoas  | %        | pessoas | %      |
| População            | 8381    | 100   | 4301     | 51,3     | 4080    | 48,7   |
| Densidade (pop./km²) | 52,9    | 100   | 27,1     | 27,1     | 25,7    | 25,7   |

De acordo com dados de 2002, o rendimento médio per capita ascendia a 1252,82 zł.

## Subdivisões
- Bełek, Bieliny, Dąbrowa-Józefów, Domaniewice, Godzimierz, Gostomia, Jankowice, Łęgonice, Nowe Bieliny, Nowe Łęgonice, Nowe Strzałki-Zalesie, Pobiedna, Promnik, Prosna-Gilówka, Rokitnica, Rosocha, Rudki, Sacin, Sańbórz, Strzałki, Świdrygały, Waliska, Wał, Wierzchy, Wola Pobiedzińska, Wólka Ligęzowska-Wólka Magierowa, Żdżarki, Żdżary.

## Comunas vizinhas
- Cielądz, Klwów, Mogielnica, Odrzywół, Rzeczyca, Sadkowice, Wyśmierzyce